# Raymond Zéphirin Mboulou

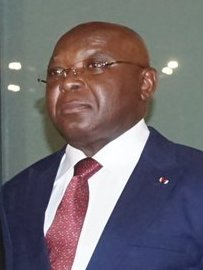
Raymond Mboulou, Juli 2016.

Raymond Zéphirin Mboulou (* 19. März 1956, Mpouya, Plateaux) ist ein Politiker der Republik Kongo. Er ist Minister für Inneres und Dezentralisation seit dem 30. Dezember 2007 und Abgeordneter für Mpouya seit 1992.

## Leben
Raymond Zéphirin Mboulou ist Angehöriger der Mboschi. Er erhielt seine Bildung an der École nationale d’administration (ENA) und erhielt eine Lizenz in Öffentlichem Recht vom Centre d’études financières, économiques et bancaires (1981)
Ab 1982 war er Inspektor und Verwalter des Services Administratif et Financier (SAF, Verwaltungs- und Finanzdienste). Von 1998 bis 2002 hatte er den Posten des Generaldirektors für die Kontrolle der Märkte und des Staats inne.
1992 wurde er als Abgeordneter für Mpouya (Plateaux) gewählt, und seither bei allen Wahlen wiedergewählt.
Von 2002 bis Mai 2007 er Direktor des Büros des Staatsoberhauptes. Am 18. Mai 2007 wurde er zum Generalsekretär des Präsidenten der Republik (Secrétaire Général de la Présidence de la République) ernannt mit dem Rang und den Vorrechten eines Ministers.
Er hatte diese Position bis zum 30. Dezember desselben Jahres, als er zum Minister für Territorialverwaltung und Dezentralisierung ernannt wurde.
Während der Umbildung des Kabinetts am 15. September 2009, änderte sich sein Ressortname und er wurde Minister des Innern und für Dezentralisierung
Seit April 2014 ordnete er die Operation Mbata ya bakolo an, deren Ziel die Ausweisung illegaler Einwanderer war, darunter Jugendliche aus der Demokratischen Republik Kongo und Mitglieder der Kuluna-Banden. Polizeigewalt und erniedrigende Behandlung, welche die Menschenrechte verletzte, wurden insbesondere von der Mission de l’Organisation des Nations Unies en République Démocratique du Congo (MONUSCO) angeprangert, welche eine humanitäre Krise befürchtete und im Mai 2014 die sofortige Einstellung der Operation forderte. Bei einem Treffen mit ausländischen Diplomaten am 21. Mai 2015 erklärte Mboulou, dass die Operation fortgesetzt werden müsse, weil sie zur Bekämpfung der Unsicherheit notwendig sei, dass aber alles getan werde, um Exzesse zu vermeiden und die Menschenrechte zu respektieren.

## Auszeichnungen
- Grand officier de l’ordre du Mérite congolais[3]